# Grupo Lala
Grupo Lala est une société laitière mexicaine fondée en 1950 à Torreón, dans l'état du Coahuila au Mexique.
Le nom de la société "Lala" fait référence à sa région d'origine de la Laguna.

## Histoire
En août 2017, Grupo Lala annonce l'acquisition de Vigor Alimentos pour environ 1,8 milliard de dollars, une entreprise laitière brésilienne à J&F Investimentos, un fonds d'investissement brésilien touché par l'opération Lava Jato.